# Желино (община)
Же́лино (макед. Општина Желино, алб. Komuna e Zhelinës) — община в Северной Македонии. Расположена на северо-западе страны. Население составляет 24 390 человек (2002 год).
Административный центр — село Желино.
Площадь территории общины 201,04 км².
Граничит с общинами Северной Македонии:
- на северо-западе — с общиной Тетово;
- на севере — с общиной Егуновце;
- на востоке — с общиной Скопье;
- на юго-востоке — с общиной Сопиште;
- на юге — с общиной Македонски-Брод;
- на юго-западе — с общиной Брвеница.

В состав общины входят 18 сёл: Горна-Лешница, Групчин, Добарце, Долна-Лешница, Желино, Копачин-Дол, Ларце, Луковица, Мерово, Ново-Село, Озормиште, Палатица, Рогле, Седларево, Стримница, Требош, Церово и Чифлик.
Этническая структура населения в общине по переписи населения 2002 года:
- албанцы — 24 195 чел.;
- македонцы — 71 чел.;
- боснийцы — 5 чел.;
- турки — 2 чел.;
- сербы — 1 чел.;
- остальные — 116 чел.